# Uroplatus finiavana
Espèce
Statut de conservation UICN

 NT  : Quasi menacé
Statut CITES
Uroplatus finiavana est une espèce de geckos de la famille des Gekkonidae.

## Répartition
Cette espèce est endémique de la région de Diana à Madagascar. Elle se rencontre entre 700 et 1 000 m d'altitude sur le massif de la montagne d'Ambre.

## Description
Cette espèce est morphologiquement similaire à Uroplatus ebenaui, mais elle possède une queue plus longue et une cavité buccale non pigmentée.
L'espèce est relativement abondante dans le parc national de la Montagne d'Ambre où vit également Uroplatus ebenaui, sans qu'il n'y ait de trace d'hybridation entre les deux espèces.

## Publication originale
- Ratsoavina, Louis, Crottini, Randrianiaina, Glaw & Vences, 2011 : A new leaf tailed gecko species from northern Madagascar with a preliminary assessment of molecular and morphological variability in the Uroplatus ebenaui group. Zootaxa, n. 3022, p. 39–57.